# San Fernando, Huixtán
San Fernando är en ort i Mexiko.   Den ligger i kommunen Huixtán och delstaten Chiapas, i den sydöstra delen av landet, 800 km öster om huvudstaden Mexico City. San Fernando ligger 1 792 meter över havet och antalet invånare är 583.
Terrängen runt San Fernando är huvudsakligen kuperad. San Fernando ligger nere i en dal. Runt San Fernando är det glesbefolkat, med 16 invånare per kvadratkilometer. Närmaste större samhälle är Chanal, 4,7 km sydost om San Fernando. I omgivningarna runt San Fernando växer huvudsakligen savannskog.